# Ginza (metropolitana di Tokyo)
Ginza (銀座駅?, Ginza-eki) è una stazione della metropolitana di Tokyo, si trova a Ginza. La stazione è servita sia dalle linee della Tokyo Metro che da quelle della Toei. È la quarta stazione della metropolitana di Tokyo per numero di utenti.

## Storia
La stazione venne inaugurata nel marzo 1934 come parte del progetto di estendere la Tokyo Underground Railway line (ora diventata linea Ginza) da Asakusa. Nel dicembre 1957 anche la linea Marunouchi passa per questa importante stazione e dal febbraio 1963 anche la linea Hibiya.